# Il Corbaccio
Il Corbaccio è una narrazione in prosa dello scrittore italiano Giovanni Boccaccio.
L'opera, composta negli anni della maturità dello scrittore e presumibilmente nel 1366, è scritta in volgare secondo lo schema delle rime petrose. Ci è stata tramandata in ottantadue codici; quello più attendibile, a seguito degli ultimi studi, pare essere il Laurenziano XLII, scritto a mano da Francesco d'Amaretto Mannelli.
L'etimologia del titolo risulta ancora incerta e rimangono due ipotesi: potrebbe riferirsi al curbascio (che è un particolare frustino, da intendersi qui contro le donne), oppure potrebbe riferirsi al corvo, inteso qui come simbolo dell'amore che fa impazzire.
Con quest'opuscolo Boccaccio s’inserisce in un filone satirico della letteratura medievale che si rifaceva a San Girolamo, autore dell'Adversus Iovininianum, un trattato del IV secolo in cui erano elencati alcuni dei luoghi comuni più ricorrenti nella retorica misogina.

## Trama
L'opera viene narrata in prima persona e si apre con una giustificazione (non si tratta infatti di un vero e proprio prologo) nel quale l'autore dichiara che desidera iniziare la sua narrazione per essere di consolazione a coloro che leggeranno, così come ha ottenuto di poter fare grazie a Dio e alla intercessione della Madonna.
Il protagonista, disperato per l'amore non corrisposto di una vedova, invoca la morte e, dopo essersi addormentato, sogna. Gli appare in sogno un uomo che dichiara di essere il marito defunto della donna: egli aggiunge di essere venuto, inviato da Dio e per intercessione della Madonna, per distoglierlo dal labirinto d'amore nel quale è caduto.
Il protagonista racconta allo spirito la storia del suo amore e da costui viene messo in guardia dalle donne che con la loro lussuria mettono in pericolo gli uomini.
Lo spirito inizia poi a raccontargli la sua esperienza con la donna e ne mette in evidenza tutti i difetti. Dopo aver sentito quanto raccontato dallo spirito, il protagonista dice di essersi convinto e di voler rimediare al suo errore. Lo spirito lo invita quindi alla vendetta che potrebbe consistere nell'usare la sua bravura di scrittore per "smascherare" la vera indole delle donne. Sempre nel sogno il protagonista promette di farlo appena sarà uscito dal labirinto d'amore e quando si sveglia, nella sua camera, si ritrova guarito dalle sue pene. L'autore conclude la sua opera mettendo in guardia i giovani dalle malvagie femmine.

## Edizioni
- Giovanni Boccaccio, Corbaccio, Impresso in Firenze, per me maestro B. di Francesco fiorentino, 1487. URL consultato il 1º aprile 2015.